# Yutuyaco
Yutuyaco (anche nota come Villa Epumer) è una località dell'Argentina, parte del partido di Adolfo Alsina nella provincia di Buenos Aires, al confine con la provincia di La Pampa.
Si trova 498 km a sudovest rispetto a Buenos Aires e 39 km a nordovest di Carhué, capoluogo del partido.

## Origini del nome
Alla sua fondazione il villaggio era noto come Villa Epumer, dal nome dell'azienda agricola appartenente a Lucas Torres, amministratore di quell'appezzamento di torneo. Il nome Epumer è riconducibile all'ultimo capo mapuche catturato dall'esercito argentino.
Il toponimo Yutuyaco inizialmente era relativo alla sola stazione ferroviaria, ma divenne il nome del villaggio negli anni '40 per evitare confusione con un'altra colonia agricola della provincia di La Pampa anch'essa chiamata Epumer. Yutuyaco è un termine quechua traducibile approssimativamente in abbeveratoio delle pernici.

## Storia
La storia del centro abitato inizia nel 1908, con l'apertura della stazione ferroviaria Yutuyaco. Un anno più tardi Lucas Torres, proprietario dell'estancia Epumer dal 1880, attuò un primo frazionamento delle terre per fondare una colonia agricola, alla quale diede il nome di Villa Epumer. Il villaggio ebbe una spinta grazie ai collegamenti ferroviari, che esportavano i prodotti delle fattorie e delle estancias locali.
La chiusura della stazione nel corso degli anni '70 provocò un calo delle attività e un successivo spopolamento.

## Società

### Evoluzione demografica
abitanti censiti

La città ha una popolazione di 16 abitanti, in diminuzione rispetto ai 19 abitanti del censimento precedente( Indec, 2001).

## Infrastrutture e trasporti
La città diponeva di un collegamento con Rivera e Salliqueló attraverso la linea ferroviaria Sarmiento, che andava da Huinca Renancò a Darregueira.